# Campionat d'Espanya de ciclisme de muntanya
El Campionat d'Espanya de ciclisme de muntanya és una competició ciclista que serveix per a determinar el Campió d'Espanya de ciclisme de muntanya. La prova es disputà cada any i el títol s'atorgava al vencedor d'una única cursa.
No s'ha de confondre amb el Campionat d'Espanya de ciclisme de muntanya en ruta.

## Palmarès en Camp a través masculí
| Any  | Primer                    | Segon                     | Tercer                    |
| 1989 | Francesc Sala             | Mikel Amondarain          | E. Villanueva             |
| 1990 | José María Yurrebaso      | A. Zabaleta               | Jon Egiarte               |
| 1991 | Francesc Sala             | Ignacio Rodríguez         | Vicente Martínez          |
| 1992 | Manuel Martínez Costa     | Vicente Martínez          | Tomás Ortega              |
| 1993 | Nicolás Ruiz              | Andoni Olaberria          | Axier Albizua             |
| 1994 | Andoni Olaberria          | Nicolás Ruiz              | Albert Balcells           |
| 1995 | José Rolando Obando       | José Márquez              | Manuel Martínez Costa     |
| 1996 | José Márquez              | Jokin Mujika              | Roberto Lezaun            |
| 1997 | Roberto Lezaun            | Juan Carlos Garro         | Igor Fernández            |
| 1998 | Roberto Lezaun            | Fernando Ocaña            | Miquel Campasol           |
| 1999 | José Márquez              | Roberto Lezaun            | Guillermo de Portugal     |
| 2000 | José Márquez              | Roberto Lezaun            | Guillermo de Portugal     |
| 2001 | José Antonio Hermida      | Martí Gispert             | Francisco Javier Notario  |
| 2002 | José Antonio Hermida      | José Márquez              | Alejandro Díaz de la Peña |
| 2003 | José Márquez              | Israel Núñez              | Martí Gispert             |
| 2004 | José Antonio Hermida      | Juan Pedro Trujillo       | Iván Álvarez              |
| 2005 | Carlos Coloma             | Alejandro Díaz de la Peña | José Manuel García        |
| 2006 | Alejandro Díaz de la Peña | Carlos Coloma             | Israel Núñez              |
| 2007 | José Antonio Hermida      | Carlos Coloma             | Iñaki Lejarreta           |
| 2008 | Rubén Ruzafa              | Sergio Mantecón           | Carlos Coloma             |
| 2009 | José Antonio Hermida      | Rubén Ruzafa              | Iván Álvarez              |
| 2010 | Sergio Mantecón           | Carlos Coloma             | Rubén Ruzafa              |
| 2011 | José Antonio Hermida      | Iñaki Lejarreta           | Carlos Coloma             |
| 2012 | Sergio Mantecón           | Carlos Coloma             | Iñaki Lejarreta           |
| 2013 | José Antonio Hermida      | Iván Álvarez              | Sergio Mantecón           |
| 2014 | José Antonio Hermida      | Carlos Coloma             | Iván Álvarez              |
| 2015 | David Valero              | José Antonio Hermida      | Carlos Coloma             |
| 2016 | Carlos Coloma             | David Valero              | Pablo Rodríguez           |
| 2017 | David Valero              | Pablo Rodríguez           | Carlos Coloma             |
| 2018 | David Valero              | Sergio Mantecón           | Carlos Coloma             |
| 2019 | David Valero              | Carlos Coloma             | Sergio Mantecón           |
| 2020 | David Valero              | Sergio Mantecón           | Pablo Rodríguez           |

### Sub-23
| Any  | Primer               | Segon                | Tercer              |
| 1996 | Ricardo Santamaría   | Juan Pedro Trujillo  | Juan M. Gómez       |
| 1997 | Ricardo Santamaría   | Antonio Ortiz        | Juan Pedro Trujillo |
| 1998 | José Antonio Hermida | Jordi Riera          | Antonio Ortiz       |
| 1999 | José Antonio Hermida | Antonio Ortiz        | Martí Gispert       |
| 2000 | José Antonio Hermida | Carlos Coloma        | Martí Gispert       |
| 2001 | Carlos Coloma        | José Ignacio Arévalo | Iván Álvarez        |
| 2002 | Carlos Coloma        | Iñaki Lejarreta      | Iván Álvarez        |
| 2003 | Iván Álvarez         | Rubén Ruzafa         | Ismael Esteban      |
| 2004 | Rubén Ruzafa         | Iñaki Lejarreta      | David Couto         |
| 2005 | Rubén Ruzafa         | Iñaki Lejarreta      | Jacobo González     |
| 2006 | Rubén Ruzafa         | Sergio Mantecón      | Jordi Vila          |
| 2007 | David Lozano         | Sergio Pulido        | Isidoro Pérez       |
| 2008 | Joan Marc Perarnau   | Josep Puigpinós      | Hugo Rus            |
| 2009 | David Lozano         | Umbert Almenara      | Diego Latasa        |
| 2010 | David Lozano         | José María Sánchez   | Umbert Almenara     |
| 2011 | Cristofer Bosque     | José María Sánchez   | Diego Latasa        |
| 2012 | Pablo Rodríguez      | Cristofer Bosque     | Umbert Almenara     |
| 2013 | Pablo Rodríguez      | José María Sánchez   | Adrià Noguera       |
| 2014 | Pablo Rodríguez      | Victor M. Fernández  | Mario Sinués        |
| 2015 | Pablo Rodríguez      | Robert Bou           | Miguel Sanzol       |
| 2016 | Josep Durán          | Kévin Suárez         | Felipe Orts         |
| 2017 | Josep Durán          | Álvaro Carral        | Jorge Gómez         |

## Palmarès en Camp a través femení
| Any  | Primera       | Segona               | Tercera              |
| 1991 | Marga Cuesta  | Fina Soler           | Raquel Aberasturi    |
| 1992 | Marga Cuesta  |                      |                      |
| 1993 | Rosa Tena     | Ana Burgos           | Sílvia Rovira        |
| 1994 | Sílvia Rovira | Margari Aierza       | Fina Soler           |
| 1995 | Sílvia Rovira | Laura Blanco         | Margari Aierza       |
| 1996 | Laura Blanco  | Sílvia Rovira        | Marga Fullana        |
| 1997 | Marga Fullana | Sílvia Rovira        | Ruth Moll            |
| 1998 | Marga Fullana | Sílvia Rovira        | Janet Puiggròs       |
| 1999 | Marga Fullana | Sílvia Rovira        | Ruth Moll            |
| 2000 | Sílvia Rovira | Janet Puiggròs       | Jaione Sasieta       |
| 2001 | Marga Fullana | Sílvia Rovira        | Janet Puiggròs       |
| 2002 | Marga Fullana | Janet Puiggròs       | Sílvia Rovira        |
| 2003 | Marga Fullana | Janet Puiggròs       | Sílvia Rovira        |
| 2004 | Marga Fullana | Cristina Mascarreras | Nekane Lasa          |
| 2005 | Marga Fullana | Nekane Lasa          | Cristina Mascarreras |
| 2006 | Marga Fullana | Ruth Moll            | Cristina Mascarreras |
| 2007 | Rocío Gamonal | Anna Villar          | Cristina Mascarreras |
| 2008 | Marga Fullana | Rocío Gamonal        | Sandra Santanyes     |
| 2009 | Marga Fullana | Rocío Gamonal        | Sandra Santanyes     |
| 2010 | Anna Villar   | Rocío Martín         | Sandra Santanyes     |
| 2011 | Rocío Gamonal | Anna Villar          | Sandra Santanyes     |
| 2012 | Anna Villar   | Lucía Vázquez        | Sandra Santanyes     |
| 2013 | Marga Fullana | Sandra Santanyes     | Anna Villar          |
| 2014 | Rocio Martín  | Anna Villar          | Sandra Santanyes     |
| 2015 | Rocio Martín  | Anna Villar          | Lucía Vázquez        |
| 2016 | Rocío Gamonal | María Diaz           | Sandra Santanyes     |
| 2017 | Rocío Gamonal | Rocio Martín         | Mercè Pacios         |

## Palmarès en Marató masculí
| Any  | Primer                    | Segon                     | Tercer                    |
| 2004 | Israel Núñez              | Antonio Ortiz             | Juan M. García            |
| 2005 | Alejandro Díaz de la Peña | Israel Núñez              | Marc Trayter              |
| 2006 | Rubén Ruzafa              | Alejandro Díaz de la Peña | Unai Yus                  |
| 2007 | Israel Núñez              | Sergio Mantecón           | Marc Trayter              |
| 2008 | Sergio Mantecón           | Marc Trayter              | Alejandro Díaz de la Peña |
| 2009 | Francisco Mancebo         | Marc Trayter              | Adolfo García             |
| 2010 | Francisco Mancebo         | Alejandro Díaz de la Peña | Juan Pedro Trujillo       |
| 2011 | Sergio Mantecón           | Juan Pedro Trujillo       | Alejandro Díaz de la Peña |
| 2012 | Sergio Mantecón           | Jesús del Nero            | Ismael Ventura            |
| 2013 | Juan Pedro Trujillo       | Pedro Romero              | Ramon Sagués              |
| 2014 | Francisco Mancebo         | Sergio Mantecón           | Ismael Ventura            |
| 2015 | José Márquez              | Francesc Guerra           | Pedro Romero              |
| 2016 | Francisco Mancebo         | Pedro Romero              | Roberto Bou               |
| 2017 | Ismael Ventura            | Miguel Muñoz              | Roberto Bou               |

## Palmarès en Marató femení
| Any  | Primera              | Segona           | Tercera                 |
| 2004 | Sandra Santanyes     | Rosa Tena        | Carmen Gonzalez-Simarro |
| 2005 | Sandra Santanyes     | Ana Belén García | Fátima Blázquez         |
| 2006 | Cristina Mascarreras | Sandra Santanyes | Mercè Tusell            |
| 2007 | Sandra Santanyes     | Mercè Tusell     | Olatz Odriozola         |
| 2008 | Anna Villar          | Sandra Santanyes | Cristina Mascarreras    |
| 2009 | Anna Villar          | Sandra Santanyes | Natalia Benítez         |
| 2010 | Sandra Santanyes     | Anna Villar      | Mercè Pacios            |
| 2011 | Sandra Santanyes     | Rocío Martín     | Mercè Petit             |
| 2012 | Anna Villar          | Mercè Pacios     | María Díaz              |
| 2013 | Rocío Martín         | Sandra Santanyes | Marga Fullana           |
| 2014 | Susana Alonso        | Marga Fullana    | Sandra Santanyes        |
| 2015 | Sandra Santanyes     | Rocío Martín     | Clàudia Galicia         |
| 2016 | María Díaz           | Sandra Santanyes | Susana Alonso           |
| 2017 | Natalia Fischer      | Susana Alonso    | Rocío Martín            |